# Costilla
En la anatomía de los vertebrados, las costillas son huesos planos y curvos, que en su conjunto forman el tórax. Su función es la protección de los pulmones y de la cavidad torácica. En la mayoría de los vertebrados rodean el pecho, permitiendo a los que tienen pulmones expandirlos, facilitando la respiración. En general sirven de protección a los órganos internos del tórax, como el corazón, aunque en algunas especies, especialmente las serpientes, proveen soporte y protección a casi todo el cuerpo.

## En los seres humanos
Las costillas humanas generalmente son 12 a cada lado (24 en total): 7 verdaderas o esternales (I-VII), 3 falsas o asternales (VIII-X), y 2 flotantes (XI y XII), en forma de arco con un cuerpo con dos caras, externa e interna; dos bordes, superior e inferior; y dos extremos, posterior y anterior.
Se encuentran en el tórax, constituidos por cartílago en la parte más medial de su vertiente anterior y por hueso en su vertientes lateral y posterior, que conforman la parte más visible del armazón óseo de la caja torácica, dándole un aspecto de jaula, que se articulan con cada una de las doce vértebras dorsales o torácicas en la parte posterior y con el esternón, a través del correspondiente cartílago costal, en la parte anterior.
En el interior de la caja torácica se encuentran los pulmones y el mediastino. En este se ubica el corazón, esófago, tráquea, ganglios linfáticos, timo, aorta, vena cava superior e inferior.

### Anatomía

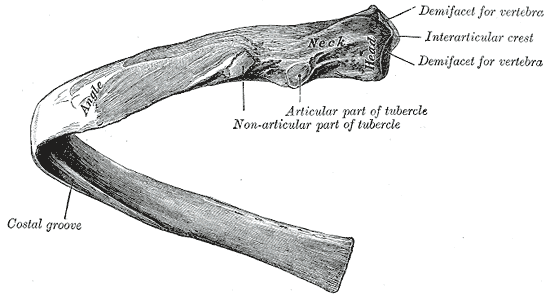
Anatomía superficial de una costilla.

Todas las costillas se unen en la parte posterior con las vértebras torácicas mediante las articulaciones costovertebrales. Los espacios entre las costillas se llaman espacios intercostales, están ocupados por los músculos intercostales, arterias intercostales y nervios.
Las estructuras base de una costilla son:
- Cabeza: Parte interna del posterior de la costilla; se articula con la vértebra torácica correspondiente y con la vértebra que se encuentra sobre esta, a excepción de la primera y las 2 últimas, las cuales se articulan solamente con sus vértebras correspondientes. Es el extremo más voluminoso del hueso, donde existe una carilla articular hacia la columna vertebral.

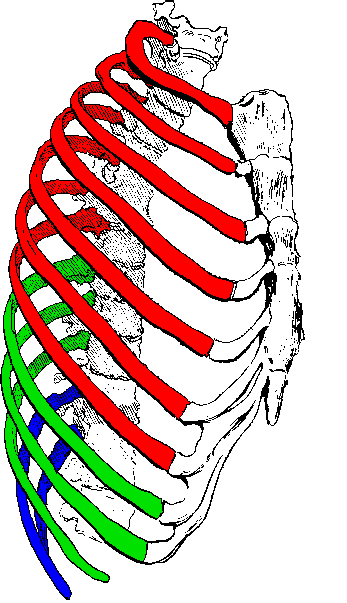
Costillas verdaderas en rojo, falsas en verde y flotantes en azul.

- Cuello: Porción ósea angosta que se une a la cabeza.

- Cuerpo: Parte principal de la costilla. Aquí se inserta el músculo iliocostal.

- Tubérculo: El tubérculo de la costilla es una eminencia en la superficie posterior, en el cruce del cuello y el cuerpo de la costilla. Todas las costillas típicas (tercera a la novena) presentan una carilla para articular con el proceso transverso de las vértebras torácicas. En el caso de las costillas flotantes, estas carecen de esta superficie articular.

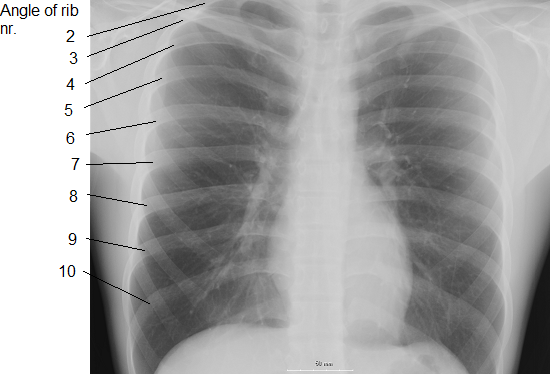
Radiografía de tórax.

- Ángulo: La separación entre el ángulo y el tubérculo es progresivamente mayor de la segunda a la décima costillas. La porción entre el ángulo y el tubérculo es redonda, áspera e irregular, y sirve para la inserción del músculo dorsal diente vértebra torácica; falta este tubérculo en los últimos 3 pares de costillas.

- Surco: Es la concavidad entre el borde de la cara interna con el borde inferior, por donde pasa el paquete neuro-vascular intercostal (arterias, venas y nervios intercostales). También se insertan los músculos intercostales respectivos.

- Cresta: Estructura de la costilla que se encuentra ubicada en la cabeza de algunas costillas.

Todas las costillas tienen una cara externa e interna, con excepción de la primera costilla, la cual tiene una cara superior y una inferior. En el arco anterior de la primera costilla se encuentra el Tubérculo de Lisfranc, donde se inserta el músculo escaleno anterior.

### Clasificación
- Cervicales: Unidas a la séptima vértebra cervical, son vestigiales en el ser humano, estando presentes (habitualmente solo una) en el 0,2% de la población mundial.

- Esternales: Se unen directamente al esternón, el responsable de esto es el cartílago costal, que une estas costillas con el esternón.

- Asternales: Se unen indirectamente al esternón, uniéndose primero al cartílago costal de la séptima costilla.

- Flotantes: No están unidas al esternón

## En otras especies

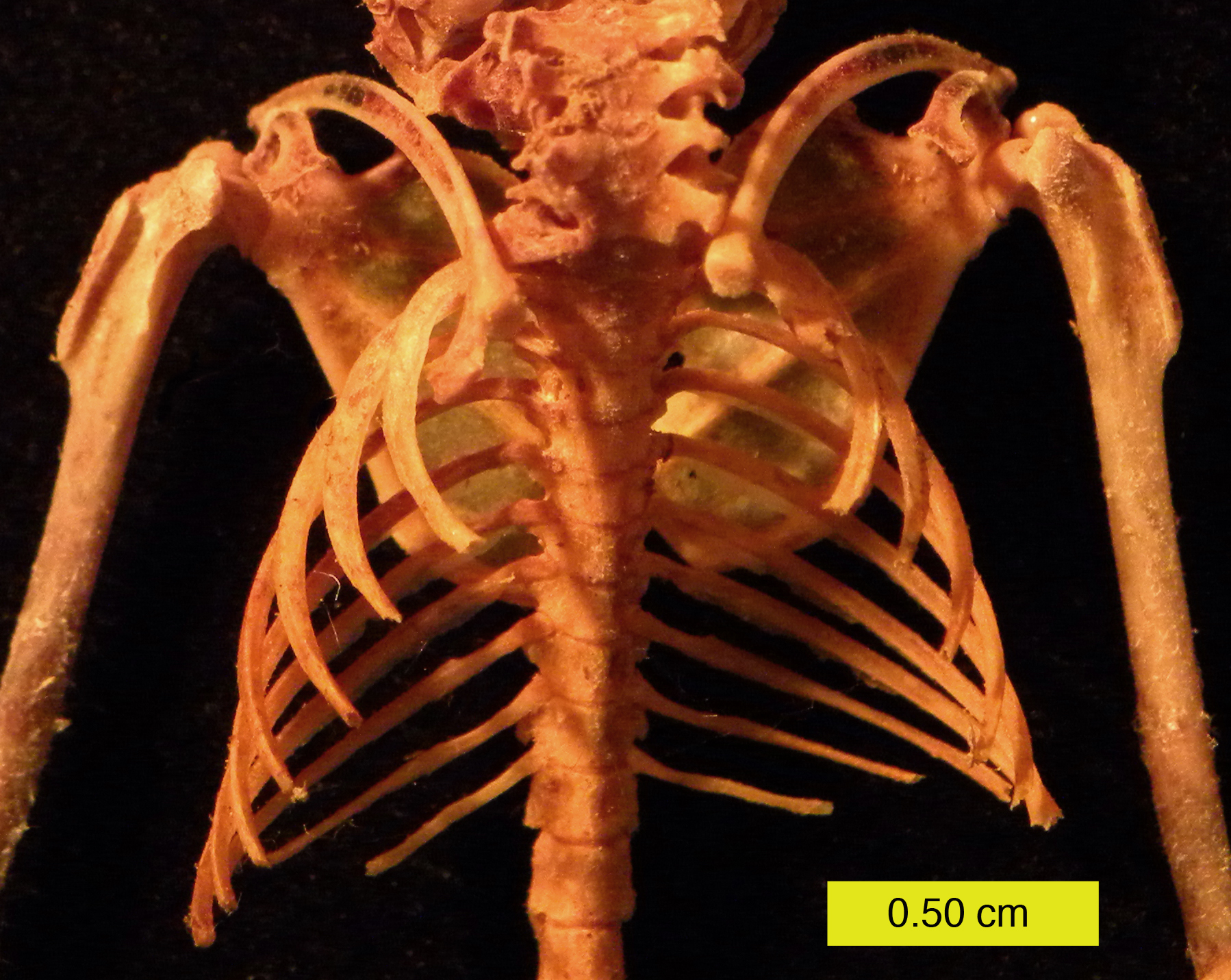
caja torácica de un Eptesicus fuscus.

Los peces tienen frecuentemente dos conjuntos de costillas unidas a la columna vertebral. El primero, de las costillas dorsales, se encuentran en el septo que divide los grupos musculares principales en sus porciones superior e inferior, proyectándose lateralmente desde la columna vertebral. El segundo grupo es el de las costillas ventrales, que surgen de la columna vertebral justo por debajo de las dorsales, y encierran la zona inferior del cuerpo, frecuentemente uniéndose en las puntas. No todas las especies poseen ambos tipos, siendo las dorsales las más comúnmente ausentes. En los tiburones, por ejemplo, no tienen costillas dorsales, y poseen solo unas muy cortas costillas ventrales, mientras que las lampreas no tienen ningún tipo de costillas. En algunos teleósteos puede haber algunos huesos similares a las costillas en la masa muscular.
En los tetrápodos solo hay un tipo de costillas, que son probablemente homólogas con las costillas dorsales de los peces. En los tetrápodos tempranos cada vértebra poseía un par de costillas, aunque las de las vértebras torácicas eran típicamente más largas. Las de las vértebras sacras eran más cortas, y formaban parte de la pelvis.
En la mayoría de las formas subsecuentes muchas de las costillas primigenias se han perdido, habiendo en las especies vivientes de anfibios y reptiles una gran variedad en su estructura y número. Las tortugas, por ejemplo, solo tienen 8 pares de costillas, que han evolucionado en un caparazón óseo o cartilaginoso, mientras que las serpientes pueden tener cientos de costillas, que cubren todo el largo de su tronco. Las ranas típicamente no tienen costillas, aparte de un par sacro, que forma parte de la pelvis.

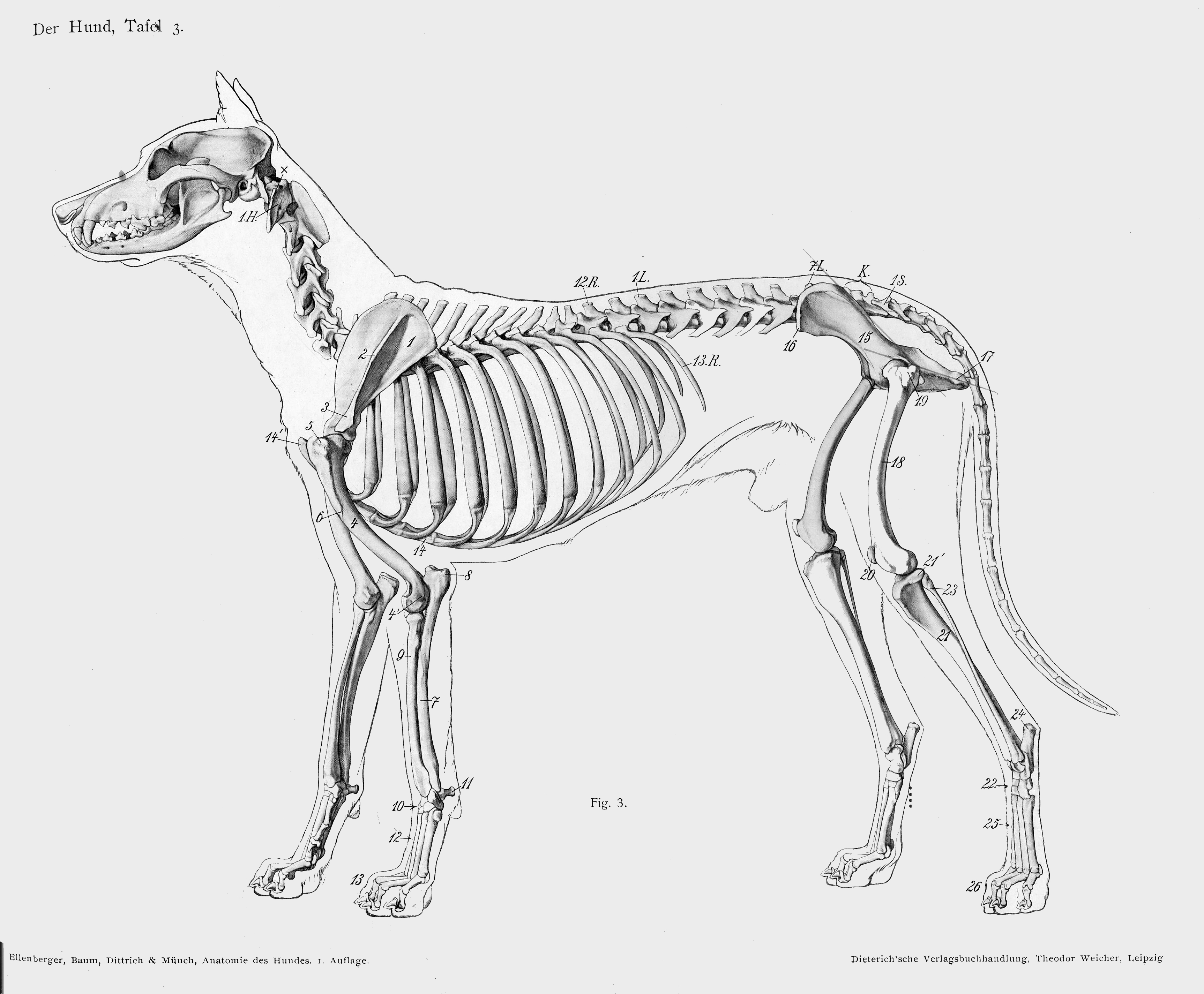
Esqueleto de un perro (canis lupus familiaris), mostrando la localización de las costillas.

En las aves las costillas aparecen como huesos distinguibles solo en la zona torácica, teniendo algunas pequeñas costillas fusionadas con las vértebras cervicales. Las costillas torácicas proveen una gran protección en la zona dorsal, presentando un proceso uncinado para dar sustentación a los músculos del hombro.
Los mamíferos usualmente solo poseen costillas torácicas, aunque hay costillas cervicales soldadas en los monotremas. En los marsupiales y placentarios las costillas lumbares y cervicales son solo pequeños remanentes, siendo referidas como procesos transversos. En general, la estructura y número de las costillas de los mamíferos es similar a las humanas. A diferencia de los reptiles, las costillas caudales no aparecen nunca en mamíferos.
Mamíferos, como el caballo tiene de 18 a 19 costillas y el perro 13; es decir la cantidad costillas se ve influida por la cantidad de vértebras torácicas, las cuales se articula la parte ósea de la costilla, por lo que la cantidad varía según la especie. Las costillas también sirven para proteger algunos órganos como el corazón, los pulmones, etc.

## Galería

Costillas Humanos (en rojo). Consta de 24 costillas. Izquierda y derecha de la primera costilla hasta duodécima costilla.
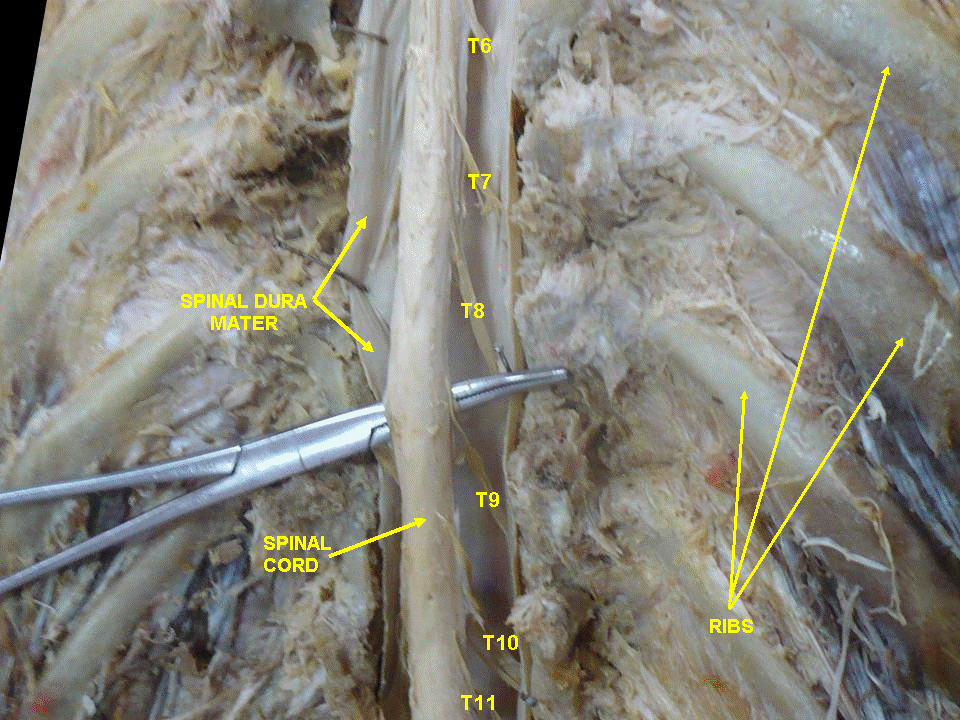
Médula espinal. Membranas y las raíces nerviosas espinales. Disección profunda. Vista posterior.
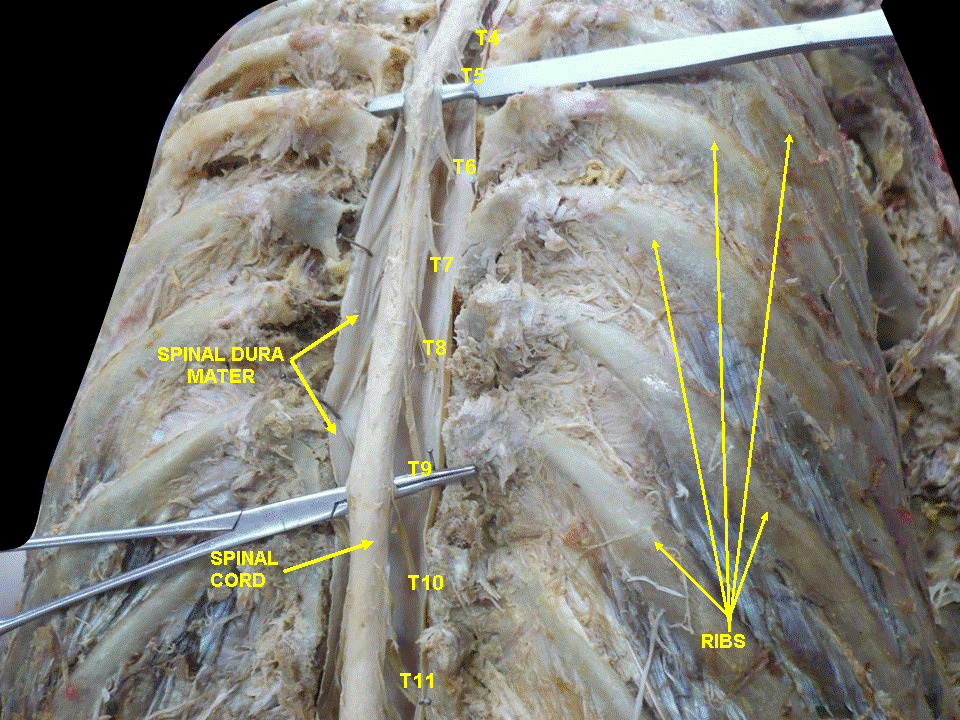
Médula espinal. Membranas y las raíces nerviosas espinales. Disección profunda. Vista posterior.
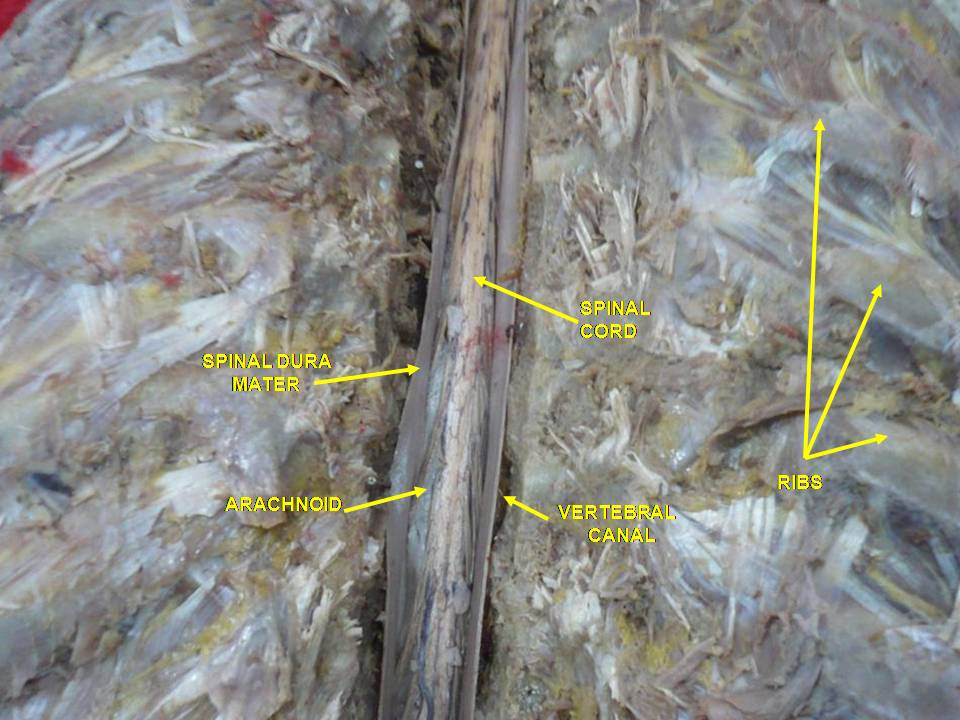
Médula espinal. Membranas y las raíces nerviosas espinales. Disección profunda. Vista posterior.